# Ian Turner (remero)
Ian Gordon Turner (Oakland, 11 de mayo de 1925-Oakland, 11 de octubre de 2010) fue un deportista estadounidense que compitió en remo. Fue hermano del también remero David Turner.
Participó en los Juegos Olímpicos de Londres 1948, obteniendo una medalla de oro en la prueba de ocho con timonel.

## Palmarés internacional
| Juegos Olímpicos | Juegos Olímpicos      | Juegos Olímpicos | Juegos Olímpicos |
| Año              | Lugar                 | Medalla          | Prueba           |
| ---------------- | --------------------- | ---------------- | ---------------- |
| 1948             | Londres (Reino Unido) | Medalla de oro   | Ocho con timonel |